# Fred Taylor (cestista 1948)
Frederick Ollie Taylor, detto Fred (Houston, 5 febbraio 1948), è un ex cestista statunitense, professionista nella NBA e in Spagna.

## Carriera
Venne selezionato dai Phoenix Suns al secondo giro del Draft NBA 1970 (27ª scelta assoluta).